# オルガ・ボンダレンコ
オルガ・ボンダレンコ （Olga Petrovna Bondarenko、ロシア語: Ольга Петровна Бондаренко、1960年6月2日 - ）は、旧ソビエト連邦の陸上競技選手。1980年代に活躍した女子長距離選手。1988年ソウルオリンピックの金メダリストである。シベリア中部アルタイ地方スラブゴロド出身。

## 経歴
ボンダレンコが活躍した1980年代の初頭は、女子の中長距離種目は盛んではなく、トラック種目で女子が挑める距離は3000mまでであり、それ以上の距離は非公認の種目であった。その中ボンダレンコはより長い距離（特に10000m）で活躍を見せ、1981年1月には10000mで32分30秒80の世界最高記録（非公認）を樹立。国際陸連で10000mが正式種目となった後、1984年6月には、10000mで31分13秒78の世界新記録をマークした。しかし同年のロサンゼルスオリンピックは、ソ連がボイコットのため出場出来なかった。
1986年のヨーロッパ選手権では、3000mを8分33秒99の自己ベストで金メダルを獲得した。しかし、得意の10000mでは、ノルウェーのイングリッド・クリスチャンセンに1周目から独走を許し、30秒以上の大差をつけられ2位でゴール。それでも30分57秒21の自己ベストで銀メダルであった。
1988年のソウルオリンピックでは、女子10000mが初めて正式種目として採用され、クリスチャンセンが初代オリンピックチャンピオンに輝くものと思われたが、クリスチャンセンは途中棄権し、ボンダレンコが31分05秒21でこの種目の初代金メダリストとなった。

## 自己ベスト
- 3000m - 8分33秒99 (1986年)
- 10000m - 30分57秒21 (1986年)